# Aïn Legraj
Aïn Legraj là một đô thị thuộc tỉnh Sétif, Algérie. Dân số thời điểm năm 2002 là 17.1 người.